# Uzemain
Uzemain ist eine französische Gemeinde mit 1050 Einwohnern (Stand 1. Januar 2022) im Département Vosges in der Region Grand Est. Sie gehört zum Arrondissement Épinal und zum Gemeindeverband Épinal.

## Geografie

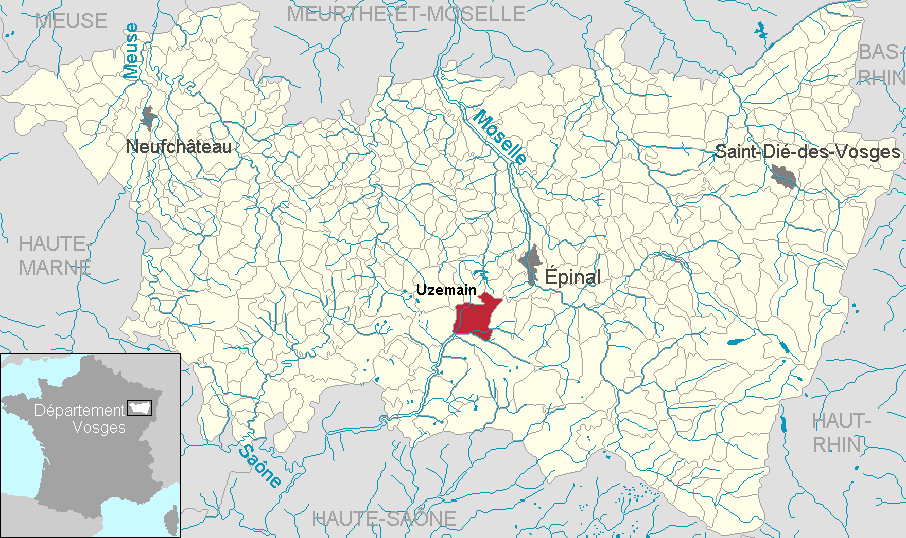
Lage von Uzemain im Département Vosges

Das Gemeindegebiet Uzemains liegt durchschnittlich 320 Meter über dem Meer und erstreckt sich vom Tal des oberen Côney bis auf das Hochplateau der Vôge, die einen Abschnitt der Wasserscheide zwischen den Einzugsgebieten von Saône und Mosel bildet.
Das 27,6 km² große Gemeindegebiet umfasst neben dem Hauptort Uzemain die Ortsteile La Xatte,  Le Roulon, Les Forges d’Uzemain, Méloménil, Naymont und Thièlouze. Der Canal des Vosges führt durch den Westen des Gemeindegebietes und verlässt in Les Forges d’Uzemain das Côneytal weiter ansteigend in Richtung Norden zur Scheitelhaltung. Uzemain liegt in einem landwirtschaftlich genutzten Gebiet aus Acker- und Wiesenland, im Nordosten sind Waldbestände vorherrschend.
Nachbargemeinden von Uzemain sind Girancourt im Norden, Renauvoid im Nordosten, Uriménil im Osten, Hadol im Südosten, Xertigny im Süden, Charmois-l’Orgueilleux im Westen sowie Dommartin-aux-Bois im Nordwesten.

## Geschichte
1790 formierten sich die Dörfer Uzemain-les Forges und Uzemain-la Rue aus bestehenden kleinen Weilern. Aus dem Zusammenschluss beider Dörfer entstand 1839 auf königliche Anordnung die heutige Gemeinde Uzemain.
Im 18. Jahrhundert war Uzemain durch seinen Brennholzreichtum und das nahe burgundische Erz einer der Standorte des Eisengewerbes in der Vôge-Region, das 20 Kilometer entfernte Bains-les-Bains beherbergte in dieser Zeit sogar die größte Eisenmanufaktur Lothringens.

### Bevölkerungsentwicklung
| Jahr      | 1962 | 1968 | 1975 | 1982 | 1990 | 1999 | 2011 | 2022 |
| --------- | ---- | ---- | ---- | ---- | ---- | ---- | ---- | ---- |
| Einwohner | 948  | 849  | 842  | 896  | 1008 | 1043 | 1146 | 1050 |

Im Jahr 1881 wurde mit 1820 Bewohnern die bisher höchste Einwohnerzahl ermittelt. Die Zahlen basieren auf den Daten von cassini.ehess und INSEE.

## Sehenswürdigkeiten
- Kirche Sainte-Madelaine in neugotischem Stil, 1866 errichtet
- Kapelle Notre-Dame de l’Annonciation mit Turm aus dem Jahr 1501 im Ortsteil Thièlouze

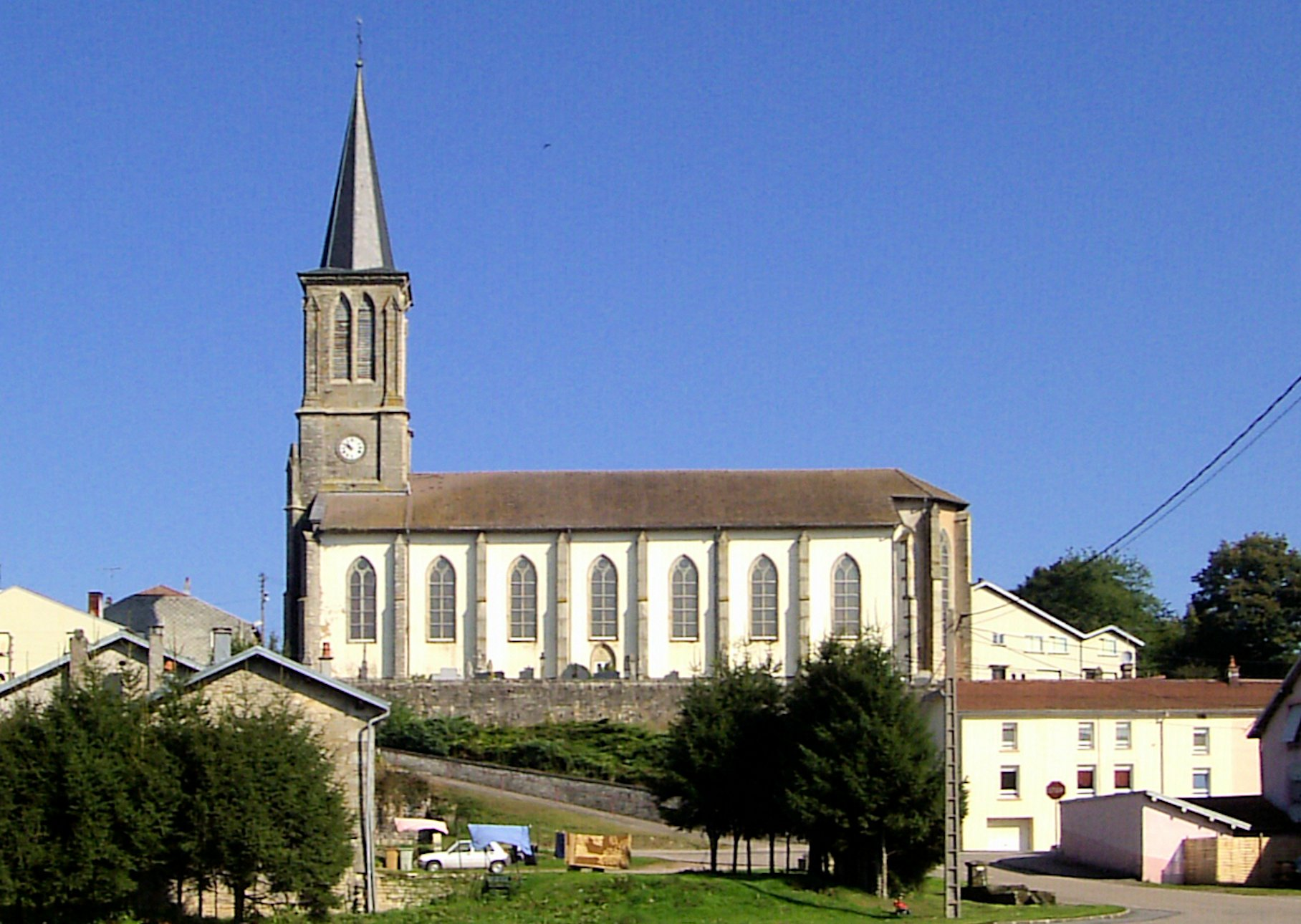
Weithin sichtbares Wahrzeichen von Uzemain: die 1866 errichtete Kirche Sainte-Madeleine
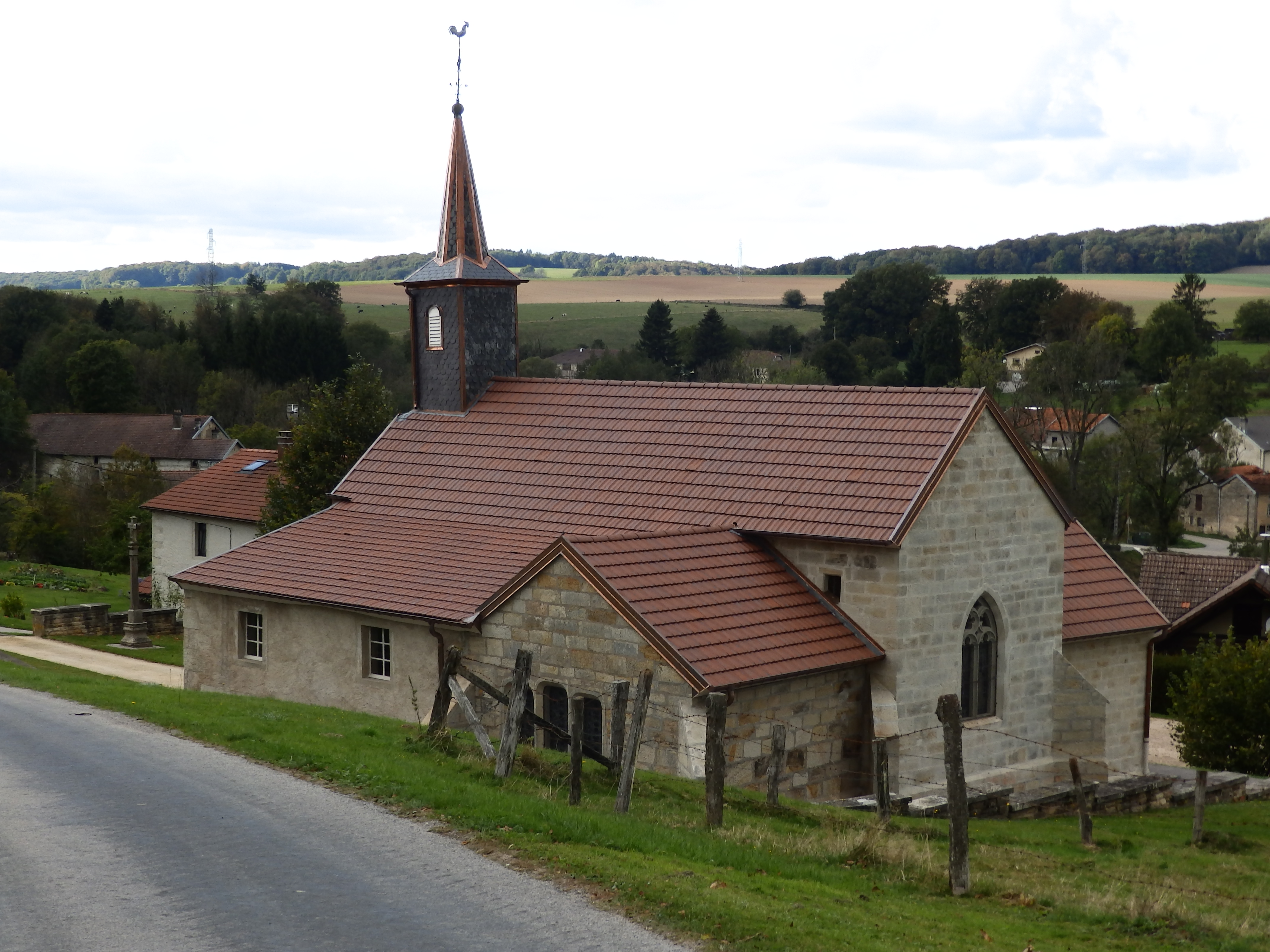
Kapelle Notre-Dame-du-Chardonneret im Ortsteil Thiélouze
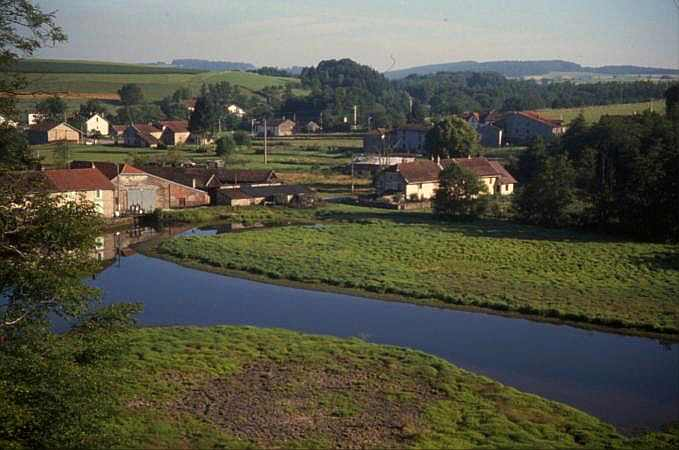
Wasserreservoir am Canal des Vosges bei Les Forges-d’Uzemain

## Wirtschaft und Infrastruktur
In der Gemeinde Uzemain sind 22 Landwirtschaftsbetriebe ansässig (Getreide- und Gemüseanbau, Milchwirtschaft, Pferde- und Rinderzucht). Eine lange Tradition hat die Branntweinherstellung in der Umgebung, an die heute das Gebäude einer alten Brennerei erinnert. Neben einigen kleinen Handwerks- und Gastronomiebetrieben ist in der Rue du Côney eine Fabrik ansässig, die dekorative Klebebänder herstellt. Einige Erwerbstätige pendeln in die umliegenden größeren Ortschaften.
1999 wurde in der Gemeinde eine neue Schule für 140 Schüler errichtet.
Die durch die Ortschaft führenden Fernstraßen D 44 und D 51 verbinden Uzemain mit Épinal und den umliegenden Gemeinden. Der nächste Bahnhof befindet sich in der sieben Kilometer entfernten Kleinstadt Xertigny an der Bahnstrecke Blainville-Damelevières–Lure.

## Belege
1. ↑  Uzemain auf cassini.ehess
2. ↑  Uzemain auf INSEE
3. ↑  Landwirtschaftsbetriebe auf annuaire-mairie.fr (französisch)